# Rociana del Condado

Huy hiệu của Rociana del Condado

Cờ của Rociana del Condado

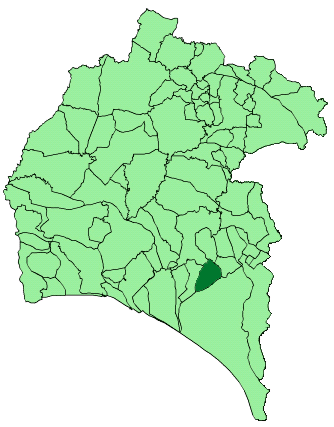
Bản đồ của Rociana del Condalo

Rociana del Condado là một đô thị ở tỉnh Huelva, Andalucía, Tây Ban Nha. Năm 2007, đô thị này có 7.020 dân. Rociana del Condado có diện tích 72 km². Đô thị này nằm trên khu vực có độ cao 109m và cách Huelva 37 km.